# Aechmea aguadocensis
Aechmea aguadocensis är en gräsväxtart som beskrevs av Elton Martinez Carvalho Leme och L.Kollmann. Aechmea aguadocensis ingår i släktet Aechmea och familjen Bromeliaceae. Inga underarter finns listade i Catalogue of Life.